# Thecagaster helladica
Thecagaster helladica – gatunek ważki z rodziny szklarnikowatych (Cordulegastridae). Endemit południowej Grecji.

## Systematyka
Gatunek ten został opisany w 1993 roku przez H. Lohmanna pod nazwą Sonjagaster helladica; wcześniej osobniki tego gatunku uznawano za Cordulegaster insignis. Lohmann opisał trzy podgatunki: nominatywny, kastalia i buchholzi; ten ostatni został w 2022 roku podniesiony do rangi osobnego gatunku – Cordulegaster buchholzi. W 2024 roku Schneider et al. przeprowadzili kompleksowe badania filogenetyczne rodziny szklarnikowatych i na ich podstawie przywrócili rodzaj Thecagaster (synonimizowany dotąd z Cordulegaster) oraz zaliczyli doń m.in. C. helladica i C. buchholzi.